# Goyatz
Goyatz (in basso sorabo Gójac) è una frazione (Ortsteil) del comune tedesco di Schwielochsee.

## Storia
Nel 2003 il comune di Goyatz venne fuso con i comuni di Lamsfeld-Groß Liebitz, Jessern, Mochow, Ressen-Zaue e Speichrow, formando il nuovo comune di Schwielochsee.

## Geografia antropica
Appartengono alla frazione di Goyatz anche i centri abitati di Guhlen (Golin) e Siegadel (Sykadło).

## Amministrazione
La frazione è amministrata da un "consiglio di frazione" (Ortsbeirat) e da un "sindaco locale" (Ortsvorsteher).